# 青森女性首輪監禁暴行死事件
青森女性首輪監禁暴行死事件（あおもりじょせいくびわかんきんぼうこうしじけん）は2012年に起きた傷害致死事件。
被害者が同じグループ内の犯人達に首輪とワイヤーで監禁され半月もの拷問・暴行の末、死亡した事件。

## 概要
事件は2012年10月5日夜、被害者Aと交際していた男Eが「同居の女性が死んでいる」と110番して発覚。
台所に全裸でうつ伏せになり死亡しているのが発見された。近くには犬用の首輪とワイヤ、南京錠が残っていた。
司法解剖などで、被害者Aは5日に多臓器不全で死亡した可能性が高く、体の60箇所以上に外傷があったことが分かった。
青森県警青森署は同日深夜、通報者で同居していたトラック運転手の男Eを逮捕監禁容疑で逮捕した。
捜査の結果、次いで男女3人(主犯の女B,男C,男D)が逮捕された。
2013年12月、Bに懲役15年、CとDに懲役12年、Eに懲役9年の判決が下された。

## 当事者の関係図
主犯Bは交際関係にあったDと知人のCと共に1999年頃に「明手会」という団体を作った。この団体にEとEの交際相手であったAが加入する。
当初は、正月やクリスマスに一緒に遊ぶ仲良しグループの様なものであったが、数カ月たったころ、「神と話せる」と自称していたリーダー格のBが悩みを持つ会員に「悪霊払い」をし始めて変質。
Bが「私の力だけでは足りない。ゲームで高得点を出して神の力を大きくして」と指示し、人気テレビゲーム「バイオハザード」などの「悪魔」と戦うゲームやパチンコで高得点を目指す活動になった。また、「体を大きくすればより力がもらえる」として会員に体重を増やすよう要求していたという。
活動の内容は9割がゲームだった。

## 被害者への暴行
被害者Aは母親から400万以上の借金をしており、このお金も明手会の会費としてBに略取されていた。
やがて主犯BがAに難癖をつけ、他のC,D,Eに暴行を指示し始めた。
すりこぎ棒や特殊警棒で殴りつける、ライターオイルをかけて、火をつける、タバコの火を押し付けるなどの暴行を、多数回繰り返した。
暴行・拷問は半月ほどの長きにわたり、１０月３日～４日未明の間に、EのアパートでEとCに「首輪でAを縛っておけ」と指示し、首輪とワイヤで台所に拘束した。
Bらはいったん自宅に戻ったが、被害者Aの死亡直前の同５日未明に再びEのアパートに。
法廷での証言で、Bはその時のAの様子について「手を後ろにして座り、ぼーっとしていた」と話した。
そしてそのままAを放置した。